# Noche sin fin
Aproximadamente entre junio / julio del año 1987 Melissa publica su cuarto álbum grabado en Estudio, titulado: "Noche Sin Fin", álbum de alta factura, muy bien grabado y de temática variada. Para este álbum casi todas las canciones (en lo que a la letra se refiere) fueron escritas por Gloria Martín especialmente para Melissa.
Este es el primer álbum que no contiene en su repertorio temas que sean versiones en español de canciones en originalmente fueron publicadas en otros idiomas, es decir, todos los temas del repertorio son canciones inéditas.
El primer sencillo en ser promocionado a nivel de radio es la balada: “Una Especie En Extinción”, ubicándose muy bien en el ranking de popularidad en los temas más sonados; es una canción de amor que habla acerca de una pareja que vive cada día de sus vidas como si fuera el último. Disfrutando de cada instante en el que tienen la oportunidad de estar juntos.
Luego, el segundo sencillo en ser extraído fue “A Punto De Caramelo”, es una canción en medio-tiempo que trata acerca de un personaje creído, manipulador y oportunista, que siempre está al acecho de cazar cualquier oportunidad de la cual pueda sacar algún provecho, tratando en lo posible, de hacer leña del árbol caído y al que, según él, todos deberían rendirle pleitesía. Este tema funcionó muy bien radiofónicamente, convirtiéndose sin duda en uno de los más representativos de este álbum.
Otras de las canciones que se promocionaron más tarde fueron: “Generación”, canción en up-tempo, muy movida y con mucho swing, ya que resulta sumamente pegajosa al escucharla, es un tema que nos habla de una juventud desenfadada que no pretende ser lo que no es, a costa de lo que la Sociedad espera de ella y en pro de las falsas apariencias sociales; fue todo un éxito a nivel de radio.
Después tenemos a “Julieta”, es un tema hecho en medio-tiempo, canción de amor y desamor, nos habla de la monotonía dentro de las relaciones de pareja y de los cambios bruscos que, a veces sin darnos cuenta, se pueden dar en este sentido; en dos palabras: habla del vivir aquí y ahora sin quedarse enganchado a lo que ya pasó.
Luego está la canción de “Siempre Y Porque Sí” (a dúo con Ricardo Montaner) es también otro medio-tiempo, con un ritmo muy contagioso que trata sobre la complicidad, la confianza y la camaradería que en ciertas ocasiones se logra dar entre los amigos de verdad.
Otros de los temas extraídos de este álbum como sencillos, fueron: “¿Quién Se Lo Pierde?”, un medio-tiempo que a pesar de ser una canción que está producida en un estilo de música pop, posee una atmósfera y unas voces de acompañamiento que inevitablemente hacen que nos acordemos de las canciones de Grease (Vaselina), con John Travolta y Olivia Newton-John; el tema tiene cierto aire de rock & roll; la canción en sí nos habla sobre la desilusión o el desengaño amoroso sufrido por una chica enamorada de un joven, que a fin de cuentas no le hace el menor caso.
Y finalmente tenemos el tema “... De Que Vuelan, Vuelan”, esta última es una de las canciones con una letra sumamente particular que al oírla por primera vez puede parecer surrealista y aparentemente ilógica, ya que posee una metáfora bastante sui generis.
De casi todos éstos singles se hicieron sus respectivos videoclips. El título de este álbum es extraído del primer verso de la canción titulada "En Movimiento", rompiendo así una costumbre que venía de mucho antes, sobre todo, en la historia de la Discografía Venezolana: la de tomar el título de una canción del repertorio del disco para así, darle nombre a todo el álbum.

## Datos del álbum
- Todos los temas: Letra: Gloria Martin / Música: Pablo Manavello, excepto “¿Quién Se Lo Pierde?” / Letra y Música: Pablo Manavello.
- Una producción realizada y dirigida por Pablo Manavello.
- Arreglos: Pablo Manavello , excepto las cuerdas de "Una Especie En Extinción", arregladas por Luis Oliver y Pablo Manavello.
- Teclados y Programación de Sintetizadores: Luis Oliver.
- Guitarras: Pablo Manavello.
- Solo de Saxo Tenor en “¿Quién Se Lo Pierde?”: Manolo Freire.
- Timbales en "Siempre Y Porque Sí": Freddy Roldán.
- Trompetas: Gustavo Aranguren, Rafael Araujo.
- Saxo Tenor: Manolo Freire.
- Saxo Barítono: José Vera.
- Trombón: Rodrigo Barboza.
- Coros: Beatriz Corona, Meiber Acuña, Sophia Pulido, Edgar Salazar, Edgar Stanbury y Francis Benítez.
- Grabado y Cortado en Grabaciones Audio Uno-Caracas, Venezuela.
- Ingeniero de Grabación y Mezcla: Nucho Bellomo.
- Ingenieros Asistentes: Juan Carlos Socorro, Alejandro Rodríguez.
- Ingeniero de Corte: Francisco Castanedo.
- Dirección de Arte: Eric Rowbotham.
- Fotografía: Thierry Amelier.
- Vestuario: Mayela Camacho.
- Estlista; Julio César.
- Asistente: Pedro Guzmán

## Temas
Lado A
1. “A Punto De Caramelo”.
2. “Generación”.
3. “En Movimiento”.
4. “Julieta”.
5. “... De Que Vuelan, Vuelan”.

Lado B
1. “¿Quién Se Lo Pierde?”.
2. “Buenos Días Al Día”.
3. “Si Cuento Lunas”.
4. “Siempre Y Porque Sí” (a dúo: Melissa & Ricardo Montaner).
5. “Una Especie En Extinción”.

## Singlesextraídos delálbum“Noche Sin Fin”.
01. Maxisencillo-PROMO: "Una Especie En Extinción". 90072. Diseño de la portada muy minimalista: Fondo en color blanco y logotipo-Melissa junto con título del Sencillo en color rojo (sencillo con su respectivo videoclip).
Lado A: "Una Especie En Extinción" (Mono) 45 r. p. m..
Lado B: "Una Especie En Extinción" (Stereo) 45 r. p. m..
02. "A Punto De Caramelo" (con su respectivo videoclip).
03. "Generación" (con su respectivo videoclip).
04. "Julieta" (con su respectivo videoclip).
05. "Siempre Y Porque Sí" (con su respectivo videoclip).
06. "¿Quién Se Lo Pierde?" (con su respectivo videoclip).
07. "... De Que Vuelan, Vuelan".
- Datos: Q6044222